# 3月 (旧暦)
旧暦3月（きゅうれきさんがつ）は、旧暦（太陰太陽暦）の年初から3番目の月である。
天保暦よりも前の定義では、穀雨を含む月を3月とする。新暦では3月下旬から5月上旬ごろに当たる。
3月の別名は弥生（）である。名前の由来は3月を参照のこと。異名は「季春（）」。
東洋の太陰太陽暦では月の日数である大小（大月30日、小月29日）が年により異なるため、3月29日までで3月30日は存在しない年もある。

## 弥生の日付
| 西暦         | 朔      | 晦      | 日数 |
| ------------ | ------- | ------- | ---- |
| 2008年       | 4月6日  | 5月4日  | 29日 |
| 2009年       | 3月27日 | 4月24日 | 29日 |
| 2010年       | 4月14日 | 5月13日 | 30日 |
| 2011年       | 4月3日  | 5月2日  | 30日 |
| 2012年       | 3月22日 | 4月20日 | 30日 |
| 2012年（閏） | 4月21日 | 5月20日 | 30日 |
| 2013年       | 4月10日 | 5月9日  | 30日 |
| 2014年       | 3月31日 | 4月28日 | 29日 |
| 2015年       | 4月19日 | 5月17日 | 29日 |
| 2016年       | 4月7日  | 5月6日  | 30日 |
| 2017年       | 3月28日 | 4月25日 | 29日 |
| 2018年       | 4月16日 | 5月14日 | 29日 |
| 2019年       | 4月5日  | 5月4日  | 30日 |
| 2020年       | 3月24日 | 4月22日 | 30日 |
| 2021年       | 4月12日 | 5月11日 | 30日 |
| 2022年       | 4月1日  | 4月30日 | 30日 |
| 2023年       | 4月20日 | 5月19日 | 30日 |
| 2024年       | 4月9日  | 5月7日  | 29日 |
| 2025年       | 3月29日 | 4月27日 | 30日 |
| 2026年       | 4月17日 | 5月16日 | 30日 |
| 2027年       | 4月7日  | 5月5日  | 29日 |
| 2028年       | 3月26日 | 4月24日 | 30日 |
| 2029年       | 4月14日 | 5月12日 | 29日 |
| 2030年       | 4月3日  | 5月1日  | 29日 |
| 2031年       | 3月23日 | 4月21日 | 30日 |
| 2031年（閏） | 4月22日 | 5月20日 | 29日 |